# Вероніка Джонс-Перрі
Вероніка «Роні» Джонс-Перрі (англ. Veronica «Roni» Jones-Perry 20 січня 1997 року) — американська волейболістка. Гравець національної збірної. Переможниця Панамериканського кубка 2019 року.

## Із біографії
Виступала за волейбольну команду Університету Брігама Янга, яка чотири роки поспіль була найкращою в своїй конференції.
З 2019 року грала за європейські клуби, а згодом — у Бразилії. У 2024 році отримала запрошення від клубу «Солт-Лейк» з новоствореної Першої волейбольної ліги.
У складі національної збірної стала чемпіонкою Панамериканського кубка 2019, учасниця турнірів 2021, 2022, 2024 років. Двічі входила до символічної збірної на цих змаганнях (2021, 2024).

## Клуби
| Роки      | Команди                  |
| --------- | ------------------------ |
| 2019—2020 | «Мілленіум» (Брешія)     |
| 2019—2020 | «Радомка» (Радом)        |
| 2020—2021 | «Грот Будовляни» (Лодзь) |
| 2021—2022 | ЛКС (Лодзь)              |
| 2022—2024 | «Сеск» (Ріо-де-Жанейро)  |
| 2024—     | «Солт-Лейк»              |

## Досягнення
Панамериканський кубок
- Перше місце (1): 2019
- Друге місце (1): 2024
- Третє місце (1): 2022

Суперкубок Польщі
- Перше місце (1): 2020